# Citroën C1 II
Pour l’article homonyme, voir Citroën C1.
La Citroën C1 II est une automobile produite par le constructeur automobile français Citroën du 5 juin 2014 au 27 janvier 2022. Il s'agit de la deuxième génération de C1 après la Citroën C1 I produite du 20 juin 2005 au 4 juin 2014. Les deux générations se sont vendues à plus de 1,2 million d'exemplaires cumulés.

## Présentation

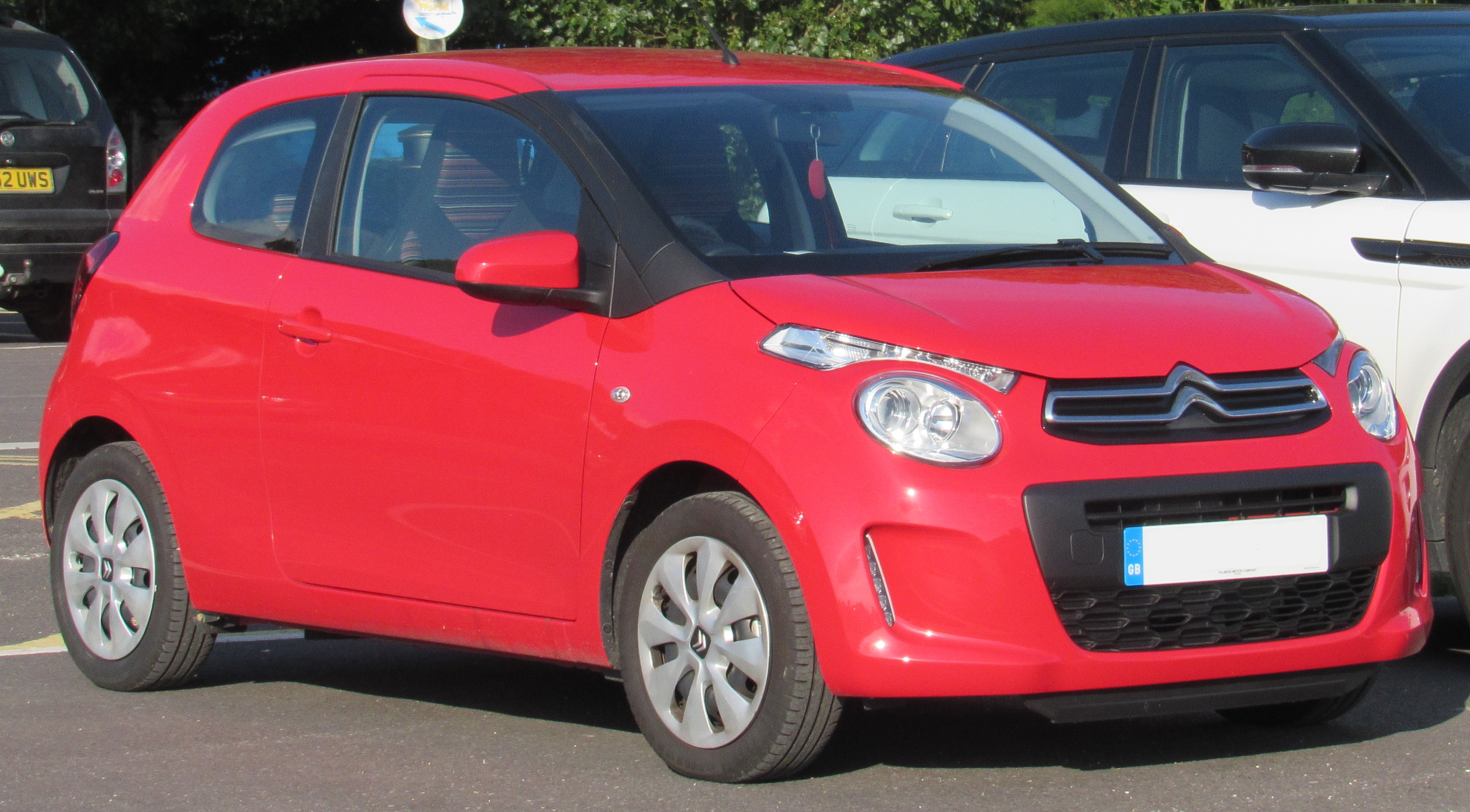
Citroën C1 II 3 portes phase 1

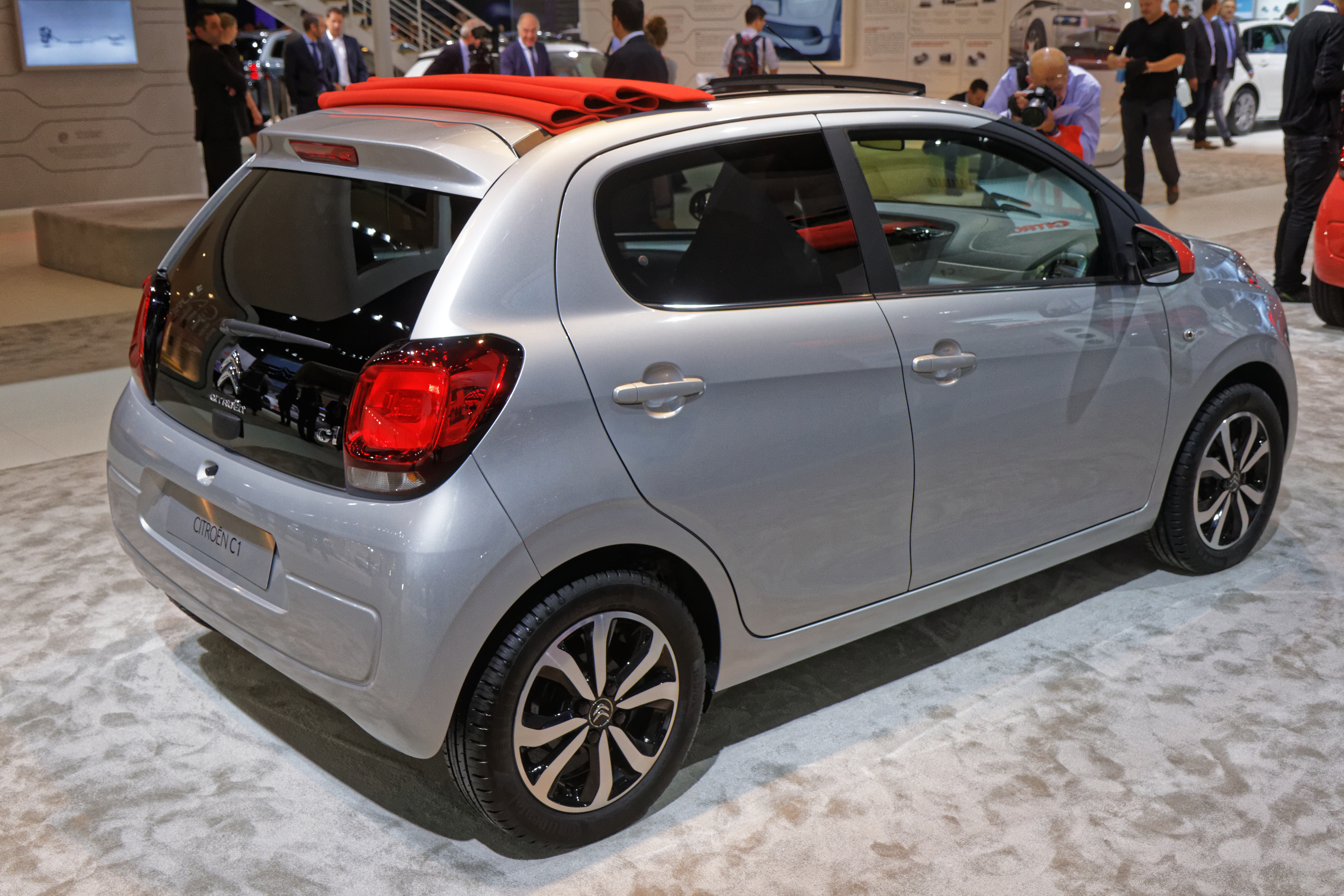
Citroën C1 II Airscape 5 portes phase 1

Elle est présentée au salon international de l'automobile de Genève 2014 (du 6 au 16 mars 2014) et commercialisée en juin. Elle est toujours construite avec ses jumelles techniques Toyota Aygo et Peugeot 108 dans l'usine TPCA de Kolin, mais le style se démarque davantage que pour la première génération.
Elle est disponible en version 3 et 5 portes et en version découvrable appelée C1 Airscape.
Techniquement, elle reprend la plateforme technique de l'ancienne génération mise à jour pour l'occasion (trains évolués, jantes de 15").
Aucun moteur Diesel n'est disponible, les deux motorisations proposées étant le 3-cylindres 1.0L Toyota et le 1.2L PSA de 82 ch.

### Phase 2

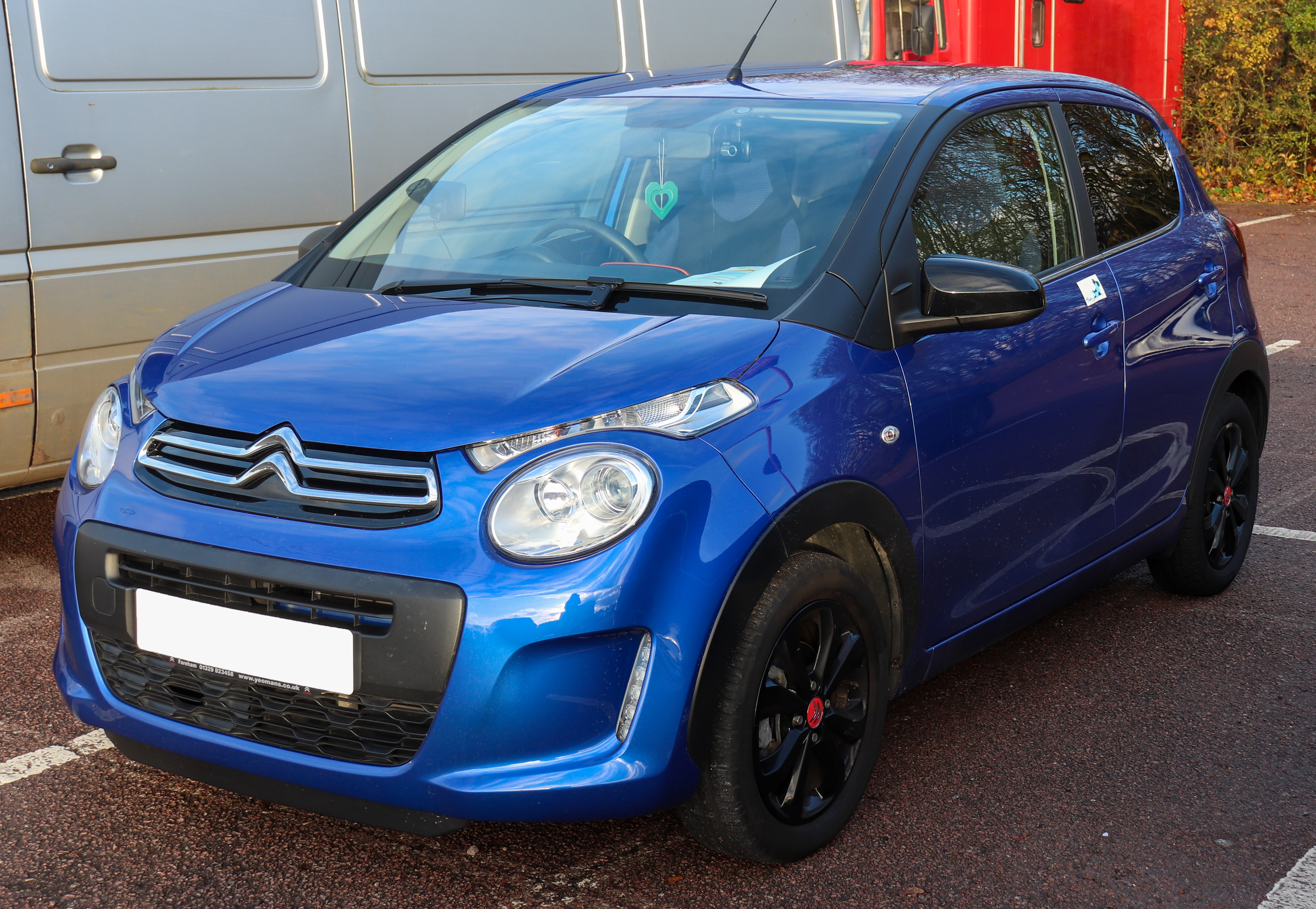
Citroën C1 II Urban Ride 5 portes phase 2

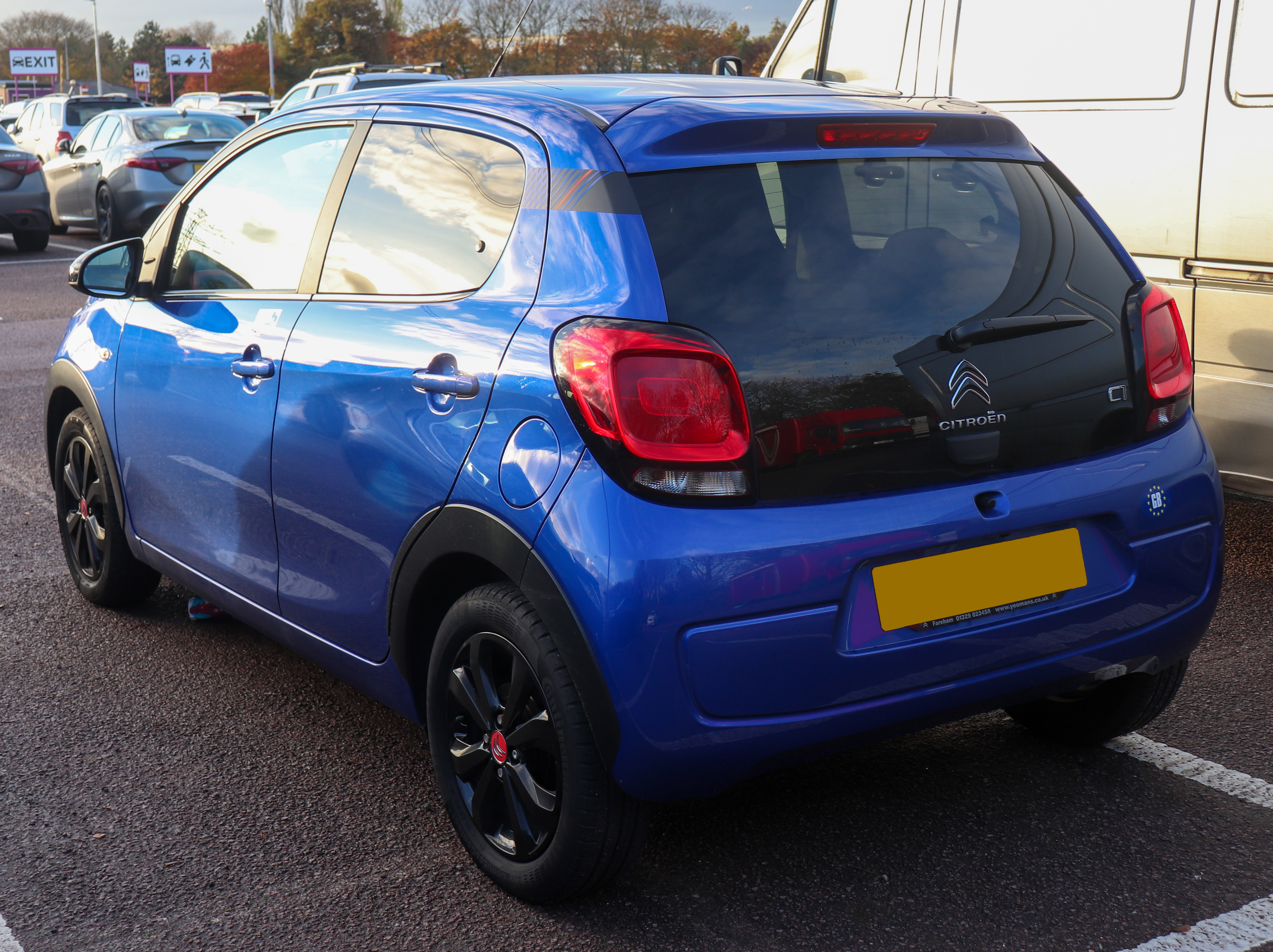
Citroën C1 II Urban Ride 5 portes phase 2

En 2018, elle est retouchée : le confort de suspension est revu, le traitement acoustique est optimisé, les nouveaux chevrons apparaissent sur la calandre et le hayon, puis la C1 se dote de deux nouvelles teintes : Nude et Bleu Calvi.
Cette mise à jour est extrêmement mineure, loin du véritable restylage auquel a eu droit l'Aygo à la même période.
Comme pour la 108 et l'Aygo, la C1 3 portes est arrêtée en avril 2021.

## Motorisations
|                                  | 1.0 VTi 68                      | 1.0 VTi 68                      | 1.0 VTi 72                      | 1.2 PureTech 82              |
| -------------------------------- | ------------------------------- | ------------------------------- | ------------------------------- | ---------------------------- |
| Moteur                           | 3 cylindres essence Toyota (KR) | 3 cylindres essence Toyota (KR) | 3 cylindres essence Toyota (KR) | 3-cylindres essence PSA (EB) |
| Alimentation                     | Atmosphérique                   | Atmosphérique                   | Atmosphérique                   | Atmosphérique                |
| Cylindrée (cm³)                  | 999                             | 999                             | 999                             | 1 199                        |
| Boîte de vitesses                | BVM5                            | ETG5                            | BVM5                            | BVM5                         |
| Puissance maximale ch (kW)       | 69 (51kW) à 6 000 tr/min        | 69 (51kW) à 6 000 tr/min        | 72 (53kW) à 6 000 tr/min        | 82 (60kW) à 5 750 tr/min     |
| Couple maximal (N m)             | 95 à 3 000 tr/min               | 95 à 3 000 tr/min               | 93 à 4 400 tr/min               | 116 à 2 750 tr/min           |
| Vitesse maximale (en km/h)       | 155                             | 157                             | 160                             | 170                          |
| 0-100 km/h (en s)                | 14.3                            | 14.6                            | 14.1                            | 11                           |
| Consommation (en ℓ/100 km) mixte | 4.1                             | 4.2                             | 3.7                             | 4.3                          |
| Capacité du réservoir (en ℓ)     | 35                              | 35                              | 35                              | 35                           |
| Émissions de CO2 (en g/km)       | 95                              | 95                              | 93                              | 99                           |
| Norme environnementale           | Euro 6b                         | Euro 6b                         | Euro 6d-temp                    | Euro 6b                      |

## Finitions
- Live
- Feel
- Shine

### Séries spéciales
- Swiss&Me (Suisse uniquement)[4]
- Mentos
- Elle
- Urban Ride
- Urban Ride Collection n°2 (2019)
- Millenium, dernière série pour la fin de carrière de la C1[5].

### Séries Limitées
- C1 Origins Edition Collector[6]
  - En 2019, Citroën célèbre son centenaire avec une série limitée portant un sticker "Origins since 1919".

- JCC+[7]
  - Citroën s'est associé à Jean-Charles de Castelbajac pour cette série limitée.

## Couleurs
A son lancement, la C1 est disponible en 7 couleurs :
- Blanc Lipizzan
- Sunrise Red
- Rouge Scarlet
- Gris Carlinite métallisé
- Gris Gallium métallisé
- Noir Caldéra métallisé
- Smalt Blue

## Show cars

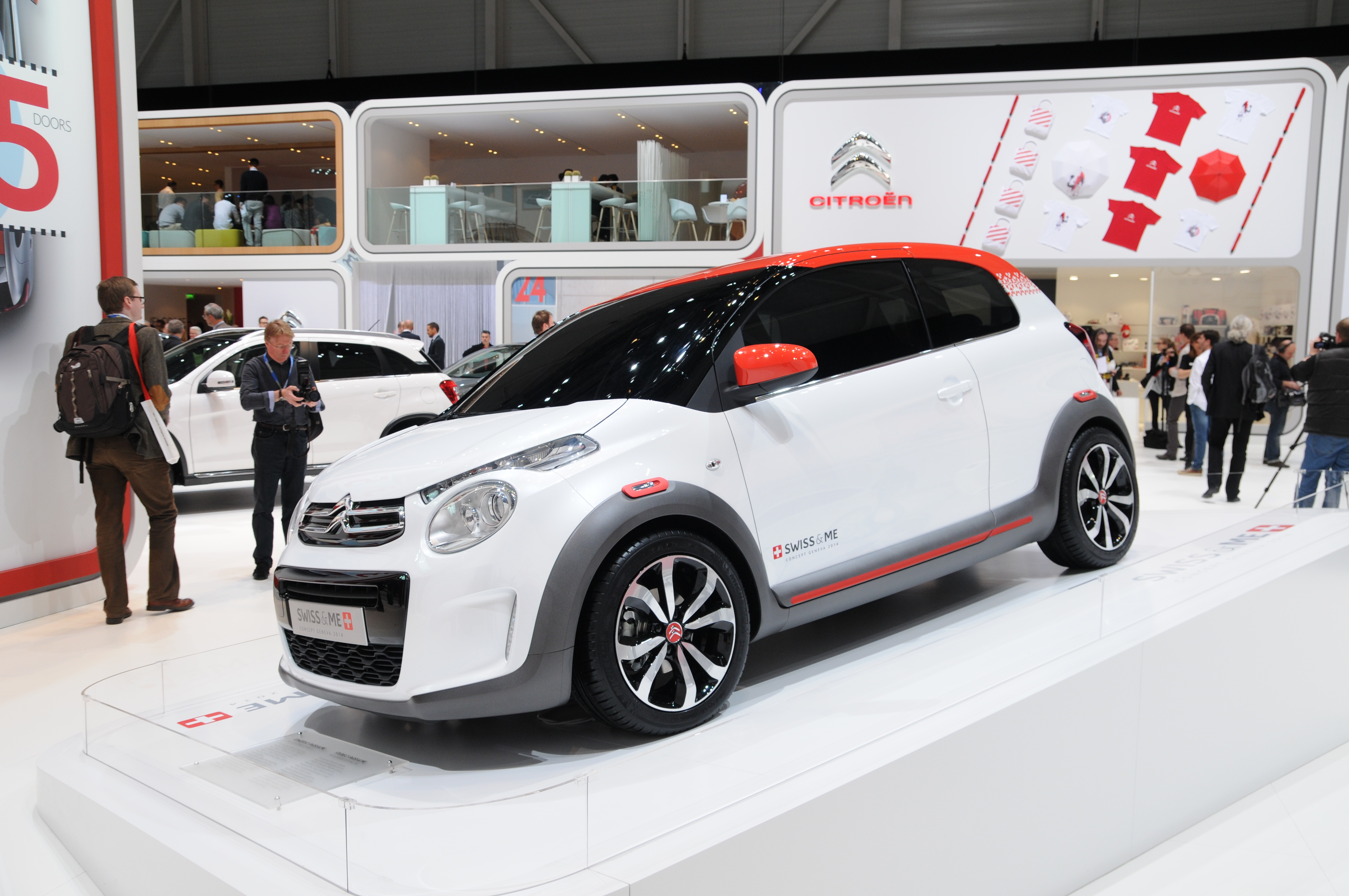
Citroën C1 Swiss & Me concept

Lors du Salon international de l'Automobile de Genève 2014, Citroën présente le show car C1 Swiss & Me. Basée sur une C1 à 3 portes, la Swiss & Me est équipée d'élargisseurs d'ailes, de bas de caisse en plastique brut ainsi que d'un pot d'échappement central. Comme son nom l'indique, elle est décorée aux couleurs du drapeau Suisse, pays d'accueil du Salon de Genève.

La Citroën C1 Urban Ride est préfigurée par le show car Citroën C1 Urban Ride concept, présenté au Mondial de l'automobile de Paris 2014. Les visiteurs du salon avaient alors pu voter pour ou contre sa commercialisation en série. Elle se distingue par ses élargisseurs d'ailes, ses boucliers, sa garde au sol réhaussée de 15mm et sa peinture nacrée "Yellow Cheesecake".

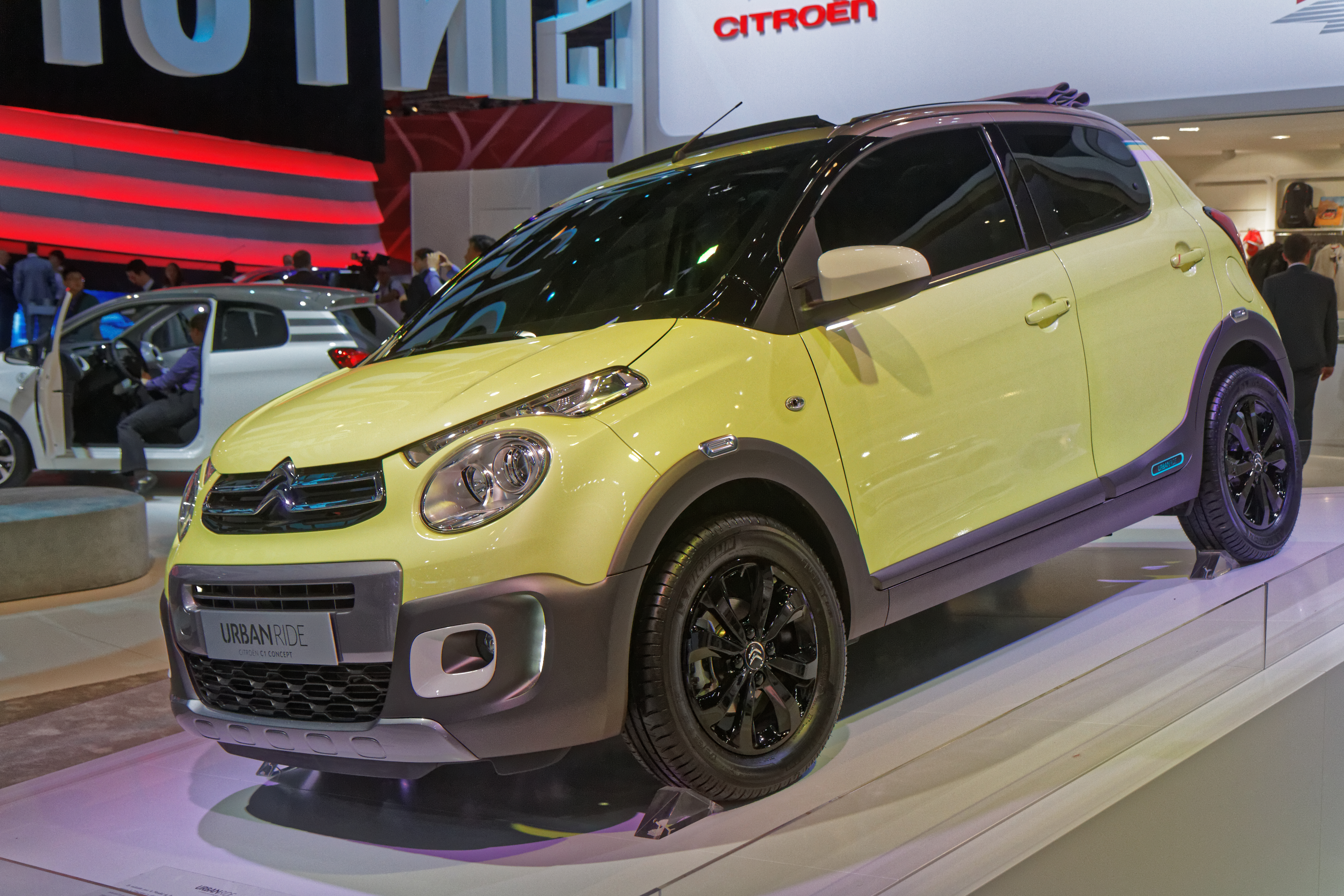
Citroën C1 Urban Ride concept

## Sources
- Cet article est partiellement ou en totalité issu de l'article intitulé « Citroën C1 - Peugeot 107 - Toyota Aygo » (voir la liste des auteurs).